# ФК Макаби (Хайфа)
ФК „Макаби“ (Хайфа) (на иврит: מועדון הכדורגל מכבי חיפה, Moadon HaKaduregel Maccabi Haifa) е футболен отбор от град Хайфа, Израел и е един от водещите клубове в страната. Печелили са 10 пъти шампионата на Израел, 5 пъти националната купа и 3 пъти Тото Купата. Отборът те създаден през 1913 г. и е един от най-успешните тимове в Израел. Макаби Хайфа е първият израелски отбор, който влиза в групите на Шампионската лига. Домакинските екипи на отбора са зелени фланелки и гащета и бели чорапи, резервният екип е с черна фланелка, черни гащета и зелени чорапи.

От 2007 г. отборът е член на групировката Г-14.

## Нова История
През 2000 г. Аврам Грант е обявен за треньор на Макаби Хайфа. Неговото назначаване начело на клуба връща Макаби Хайфа към офанзивната игра и се превръща в машина за мачкане в първенството на Израел. Тимът печели няколко пъти поред шампионата благодарение на офанзивния си стил и многото добри изяви на Йоси Бенаюн.

Година по-късно Авраам Грант отново прави отбора шампион, благодарение на невероятното трио от чужденци: Джовани Росо (Хърватия), Раймондас Жутаутас (Литва) и нигерийският нападател Айегбени Якубу. След като спечели за втори път шампионата Авраам Грант оставя отбора и поема националния на Израел, а негово място в Хайфа е взето от Ицхак Шум.

През 2002 г. отборът направи исторически успех, тъй като стана първият израелски футболен клуб класирал се в групите на Шампионска лига. По пътя към групите Макаби Хайфа отстранява последователно беларуския Белшина и австрийския Щурм Грац. Макаби Хайфа попада в една група с отборите на Манчестър Юнайтед, Байер Леверкузен и Олимпиакос. В групата Макаби Хайфа успява да вземе 7 точки след победи над Олимпиакос и една историческа над Манчестър Юнайтед с 3:0. Израелският шампион записва и едно равенство срещу Олимпиакос - 3:3. Заради тогавшаната обстановка в Израел, Макаби изиграва всичките си домакинства на стадион ГСП в Никозия, Кипър.

През сезон 2006-2007 Макаби Хайфа отпада в третия предварителен кръг за Шампионска лига от Ливърпул. Първия мач завършва на Анфийлд при резултат 1:1. На реванша Макаби води с 1:0, но допуска обрат и губи с 1:2. Класира се за групите на УЕФА след като отстранява българския Литекс Ловеч. Пада се в група с Глазгоу Рейнджърс, Оксер, Ливорно и Партизан Белград. В нея записва 2 победи и 1 равенство и завършва на второ място в групата. На 1/16 финалите елиминира ЦСКА Москва, а на 1/8 финалите е отстранен от Еспаньол с общ резултат 4:0.

## Успехи
- Висша лига на Израел

- -  Шампион (15): 1983/84, 1984/85, 1988/89, 1990/91, 1993/94, 2000/01, 2001/02, 2003/04, 2004/05, 2005/06, 2008/09, 2010/11, 2020/21, 2021/22, 2022/23
  -  Второ място (9): 1985/86, 1994/95, 1995/96, 1999/00, 2002/03, 2009/10, 2012/13, 2018/19, 2023/24
- Купа на Израел
  -  Носител (6): 1962, 1991, 1993, 1995, 1998, 2015/16
  -  Финалист (10): 1942, 1963, 1971, 1985, 1987, 1989, 2002, 2009, 2011, 2012
- Купа Тото (Купа на Израелската лига)
  -  Носител (4): 1994, 2003, 2006, 2008
  -  Финалист (1): 2023 - 24
- Суперкупа на Израел
  -  Носител (3): 1962, 1985, 1989
  -  Финалист (2): 1984, 2016

## Срещи с български отбори
„Макаби“ се е срещал с български отбори в официални и приятелски срещи.

### „Лудогорец“
С „Лудогорец“ се е срещал един път в контролен мач. Мачът се играе на 2 юли 2016 г. на стадион Максглан в австрийския град Залцбург като завършва 2-0 за „Лудогорец“ .

## Български футболисти
- Георги Костадинов: 2017/18 - (23 мача - 2 гола)